# Auspitzové

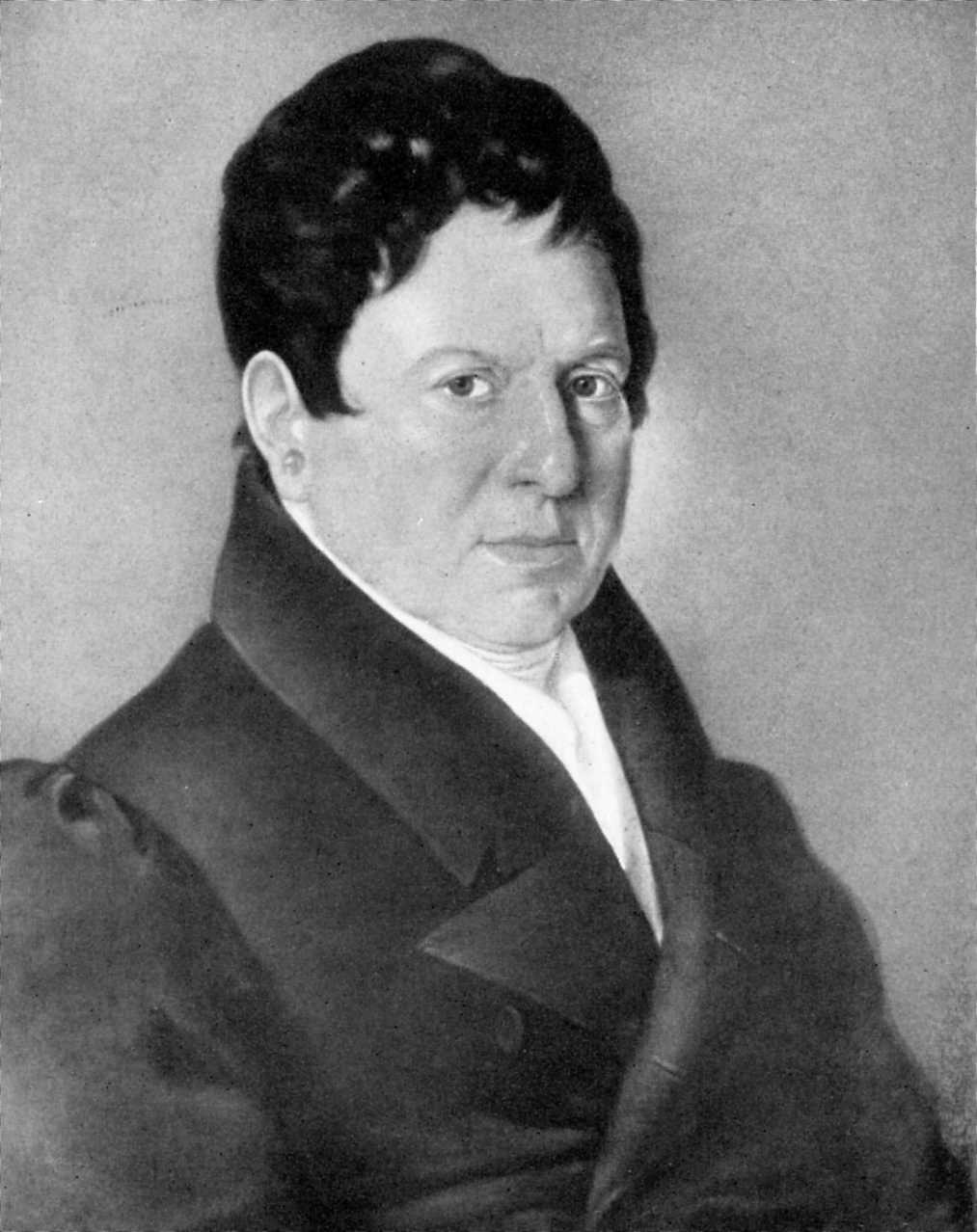
Lazar Auspitz (1772–1853)

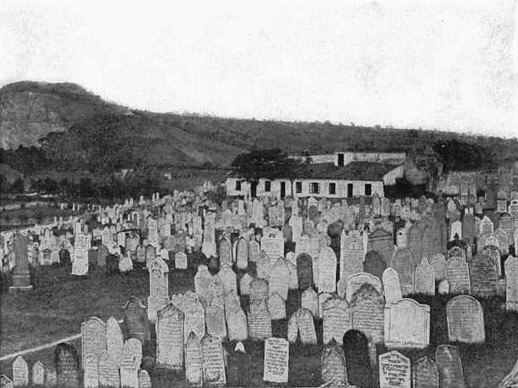
Židovský hřbitov v Mikulově kolem roku 1926

Rodina Auspitzů (německy Auspitz von Artenegg) je jednou z nejstarších a nejvýznamnějších židovských rodin s původem na Moravě. Jejich příjmení je odovzeno od místního jména jihomoravské obce Hustopeče - německy Auspitz.
Z tohoto moravského rodu pocházeli také členové vídeňské bankéřské rodiny Auspitzů a jejich větve povýšené do šlechtického stavu Auspitzové šlechticů z Arteneggu a větev šlechticů von Auspitz.

## Historie rodu
V roce 1657 je v Mikulově doložen jistý Löwel Auspitz a v roce 1754 Jacob Auspitz.

### Abraham S. Auspitz a jeho potomci
Předkem vídeňské rodiny bankéřů byl Abraham Šaje Auspitz, právník a od roku 1755 židovský soudce v Mikulově a vrchní zemský rabín na Moravě ve druhé polovině 18. století (1769-1774), pohřbený v Mikulově, hrob VI /8/3. Abraham Šaje Auspitz zanechal několik potomků:
1. Samson Auspitz, zmíněný již v roce 1764,[7] podle epitafu Simson Auspitz ben Rabbi Abraham Auspitz (zemř. 15. března 1806), převzal úřad zemského staršího v roce 1781.[8] Pessel, jeho manželka, zemřela 25. listopadu 1807[9]
2. Lazar Auspitz[8] (1772, Mikulov - 1853, Brno), obchodník v Brně, patřil k bohaté židovské vyšší vrstvě.[10] Lazar byl prvním brněnským Židem, který zde byl pohřben, neboť Židé v Brně nesměli být pohřbíváni až do roku 1852. Židovský hřbitov je nyní v městské části Židenice. [11]

Lazar Auspitz v roce 1833 založil Společnost pro třídění vlny / Woll-Assortierungsanstalt L. Auspitz. Byl prvním moravským výrobcem a velkoobchodníkem, který vyvážel vlnu do Anglie. Lazar Auspitz byl sakularizovaný Žid, o němž jeho vnuk Theodor Gomperz (1832–1912) později řekl: „Když se objevil v synagoze, což se stávalo jen zřídka, ležela před ním místo modlitební knížky spíše nauka o přírodě."
Jeho manželkou byla Rosa Weinbergerová, která byla popisována jako žena výjimečné jemnosti fyzické i duševní. Toto její založení a její tendence k náboženské exaltaci znemožňovaly manželské soužití, což způsobilo, že se za 18 let jejich manželství narodily pouze dvě děti a manželství skončilo rozvodem. Následujících 24 let zůstal Lazar svobodný, načež se oženil s Babette Gomperzovou, sestrou svého zetě Philippa Josuy Feibelmana Gomperze (1782-1857). Toto manželství zůstalo bezdětné a svou ženu Lazar přežil o mnoho let.
V pokročilém věku pro své dva vnuky založil továrnu na výrobu sukna, později známou jako L. Auspitz Enkel. Podnik byl vybaven parním strojem o výkonu 8 koňských sil, pod vedením mistra s několika dělníky, který zřídil pro dvě ze svých vnuků a který se pod jejich vedením .

## Příbuzenství
Auspitzové se opakovaně příbuzensky spojovali s dalšími židovskými patricijskými rodinami Oppenheimerů, Wertheimerů, Todesců, Gomperzů a Liebenů.